# DJ SAORI
DJ SAORI（ディージェイ・サオリ　1980年10月26日 - ）は日本のDJ、トラックメーカー、音楽プロデューサー。兵庫県加古川市出身。本名は上野 早織（うえの さおり）。レジンアートアーティストとしては上野早織名義で活動。

## 概略
人物
- 音楽を始めたきっかけは幼少の頃にはじめたピアノがきっかけで、合唱コンクールなどではピアノを演奏。
- DJデビュー以前に陸上自衛隊所属の経歴を持っている。
- 趣味、ネイル
- 実妹は、シンガーソングライターの上野まな（長妹）、女優の上野樹里（次妹）。義弟はTRICERATOPSの和田唱。

音楽活動
- DJとしては中学生の頃よりラジオ局のDJに憧れレコードを収集。20歳の頃にターンテーブルを購入し本格的にDJを始める。
- CLUB DJデビューは2003年、兵庫県神戸市「QUEEN」。同地にて約6年間活動した後、東京へと活動の拠点を移す。

レジンアートアーティスト
- 上野早織名義でのレジンアート専用の公式サイトにおいて創作活動を展開。
- レジンアート「波コレ2021」において最優秀賞を受賞[1]。

## 主要イベント
- 2003年
  - 3月、兵庫県神戸市で開催されていたSisterz HipHop & Raggae Party「QUEEN」でClub DJデビュー。
- 2009年
  - 4月、東京の渋谷、六本木のClubを拠点にDJ活動を開始[2]。
- 2010年
  - 1月、上野まなBirthdayワンマンライブ『27th Eve』（J-POP CAFE開催）にゲスト出演。
  - 3月、Hip Hop Party『東京FESTA -Premium-』 （青山La Boheme開催）に出演。
  - 8月、岐阜県出身者主催イベント『GIFUt』（腰越海岸 LOST BEACH開催）に出演。
- 2011年
  - 6月、Mo’phat party 7周年記念イベント『DISCO LIGHTS SPECIAL Mo’phat party 7th Anniversary』（HARLEM開催）に出演。
  - 7月、上野まな全国デビューミニアルバム『Fairies』レコ発記念ライブ（Shibuya Milkyway開催）にゲスト出演。
  - 7月、Affectoin 10周年記念イベント『Affectoin 10th Anniversary SP』（asia開催）に出演。
  - 11月、FIATとイタリアの最新情報を配信する『FIAT SPACE』（東京・青山）で開催されているFashion Party『Luxurious』の20周年記念イベントA/XX ARMANI EXCHANGE 20th ANNIVERSARY（青山FIAT SPECE開催）に出演。
- 2012年
  - 3月、axxcis4周年イベントTOKYO REMIX『club axxcis SHIBUYA 4th Anniversary -DAY3』に出演。
  - 3月、4月、2週にわたりFM FUJIの上野まな『愛せますRadio』にゲスト出演。
  - 4月、Mo’phat party 4周年記念イベント『Mo’phat party 8th Anniversary』（HARLEM開催）に出演。
  - 6月、日本テレビ踊る!さんま御殿!!の兄弟姉妹SPに出演。テレビ初出演。[3]
  - 8月、NUDYLINEの2ndアルバムレコ発ワンマンライブ（三軒茶屋グレープフルーツムーン開催）に出演。
  - 11月、DJ SAORI自らがプロデュースするレギュラーマンスリー開催のDIXガールズナイト『Red Champagne Night』スタート。
- 2013年
  - 5月、オフィシャルサイト『DJ SAORI -SAORI UENO-』開設。TwitterアカウントがTwitter公認となる。『LOVE -DJ SAORI remix-』リリース[4]。
  - 6月、『Head 2Toe DJ SAORI Remix』リリース。『Head 2Toe DJ SAORI Remix iTunes rerease party』を麻布十番DIXにて開催。
  - 7月、DeVon Carloの日本先行発売のデビューアルバム『LOVE 101』にDJ SAORIがRemixを手掛けた『Love-DJ SAORI Remix』と『Head 2 Toe-DJ SAORI Remix』の2曲が収録される[5]。
  - 8月、ギフテッドの日本先行デビュー・アルバム『Gifted』にDJ SAORIがRemixを手掛けた『Together-DJ SAORI Remix』が収録される[6]。
- 2014年
  - 2月、globeのRemixアルバムglobe GDM RELEASE PARTYにゲスト出演。T2 ShibuyaグランドOPENにゲスト出演。
  - 3月、IN YA MELLOW TONE9.5（ヴィレッジヴァンガード）限定盤 & ALMA DE STELLA 1st ALBUM DOUBLE RELEASE PARTYにゲスト出演[7]。
  - 5月、agePa!!1st Anniversaryイベント「agePa!!1st Anniversary×THE BIG PARTY」にゲスト出演。カラテカ入江慎也プロデュース、お笑い×音楽×恋フェス『AH！YEAH！OH！YEAH！2014』ゲスト出演[8]。
  - 8月、『日本最大のクルージングフェスティバル 夏クル2014』にゲスト出演[9]。
  - 9月、HIP HOPコンピレーションシリーズアルバム『IN YA MELLOW TONE 10』の特典Mix CDを担当[10]。9月、恵比寿Baticaにて開催された『IN YA MELLOW TONE 10 release party』[11]にゲスト出演。
  - 12月、ageHaの年越しクラブイベント『ageHa COWNT DOWN 2015』[12]に出演。
- 2015年
  - 1月、ALL NIGHT EVENT IN YA MELLOW TONE RAq「Lost Tapes vol.2」TILL「TSUYA OTO SAGASHI」V.A.「IN YA MELLOW TONE 10.5」tripple release party！にゲスト出演[13]。
  - 5月、agePa!! 2nd Anniversary×THE BIG PARTY 1st Anniversary Official Media by modelpresにゲスト出演[14]。
  - 7月、「IN YA MELLOW TONE 11」、Pablo「sweetie.ep (Village Vanguard Limited)」dobule release party！にゲスト出演。
  - 10月、「IN YA MELLOW TONE TOUR with Sam Ock & J.Hanツアー」大阪公演にゲスト出演。
  - 11月、芸文社が発行する「スタンスマガジン」「カスタムCAR 」「VIPCAR」「eS4」「Nostalgic SPEED」「ハチマルヒーロー」のカーマガジン6誌共同企画カーショー「STANCENATION Japan G Edition 2015」のメインDJとして出演。
  - 11月、エフエム東京が海外向けに発信する多言語情報チャネルTOKYO FM WORLDの番組「GOON TRAX presents TOKYO TRAX（英語）」の23/11-7/12のDJとしてORIGINAL MIX VOL.9を担当。
- 2016年
  - 1月、7年間開催されたフジテレビ系番組『あいのり』の元メンバー主催のイベント『LOVE BEAT』の最終回イベントにゲストDJとして出演。
  - 7月、人気シリーズ「IN YA MELLOW TONE」にシリーズ毎、楽曲提供している人気トラックメーカー、Robert de Boronのマスタリング[15]によるアルバム「Strawberry cake」をプロモ盤として発表。
  - 7月、エフエム東京海外発信チャネルTOKYO FM WORLD「GOON TRAX presents TOKYO TRAX（英語）」のDJ SAORI第2弾ORIGINAL MIXを担当。
  - 10月、芸文社が発行する「スタンスマガジン」「カスタムCAR 」「VIPCAR」「eS4」「Nostalgic SPEED」「ハチマルヒーロー」のカーマガジン6誌共同企画カーショー「STANCENATION Japan G Edition 2016」のメインDJとして2年連続の出演、ゲスト出演のNUDYLINEと共演、DJとして出演。
- 2017年
  - 2月、ageHaの金曜日にレギュラー開催されていたイベント『agePa!!』のファイナルイベントにゲストDJとして出演[16]。
  - 7月、3on3 3x3 PREMIER.EXE 2017 公式戦 神戸大会（神戸ハーバーランド）において大会2日間の公式DJを担当。[17]
  - 7月、「STANCENATION Japan G Edition」の2017年長崎・ハウステンボスの公式DJを担当。
  - 8月、3on3 3x3 PREMIER.EXE 2017 湘南大会（テラスモール湘南）において大会2日間の公式DJを担当。[18]
  - 8月、3on3 3x3 PREMIER.EXE 2017 岡山大会（イオンモール岡山）において大会2日間の公式DJを担当[19]。
  - 12月、芸文社が発行する「スタンスマガジン」「カスタムCAR 」「VIPCAR」「eS4」「Nostalgic SPEED」「ハチマルヒーロー」のカーマガジン6誌共同企画カーショー「STANCENATION Japan G Edition TOKYO 2017」のメインDJとして3年連続の出演。
- 2018年
  - 4月、WOMB（東京都渋谷区）の18周年アニバーサリーイベントにDJとして出演[20]
  - 5月、「STANCENATION Japan G Edition NAGASAKI 2018」の公式DJを担当[21]。
  - 6月、3on3 3x3.EXE PREMIER 2018 開幕戦 ROUND.1 中部・西日本大会（神戸ハーバーランド）の公式DJを担当。
  - 7月、世界初となるFIBA承認・JBA公認の3on3 3x3.EXE PREMIER女子カテゴリーのオープニングを飾る WOMEN’S ROUND.1 オリオンスクエア（栃木県宇都宮市）の公式DJを担当。
  - 9月、3on3 3x3.EXE PREMIER 2018 PLAYOFF/FINAL DAY-1（9月15日）DAY-2（9月16日）（大森ベルポート）の公式DJを担当。
  - 12月、芸文社が発行する「スタンスマガジン」「カスタムCAR 」「VIPCAR」「eS4」「Nostalgic SPEED」「ハチマルヒーロー」のカーマガジン6誌共同企画カーショーSTANCENATIONとしてはお台場でのイベント開催が最後となる「STANCENATION Japan G Edition TOKYO 2018」のメインDJとして出演[22]。
- 2019年
  - 6月、「STANCENATION Japan G Edition NAGASAKI 2019」の公式DJを担当[23]。
  - 7月、3on3 3x3.EXE PREMIER 2019 JAPAN ROUND. 6 & JAPAN WOMEN'S ROUND. 3（大森ベルポート）の公式DJを担当[24]。
  - 8月、3on3 3x3.EXE PREMIER 2019 JAPAN ROUND. 8 & JAPAN WOMEN'S ROUND. 4（焼津市）の公式DJを担当[25]。
  - 12月、「STANCENATION Japan in FUKUSHIMA」の公式DJを担当。
- 2020年
  - 11月、「STANCENATION Japan 2020 YAMAGUCHI」の公式DJを担当[26]。
  - 11月、「STANCENATION Japan 2020 GUNMA」の公式DJを担当。
- 2021年
  - 1月、横浜ベイクォーター・シーサイドマーケット開催の作品展に出展[27]。
  - 10月、「STANCENATION Japan 2021 AICHI」の公式DJを担当。
  - 11月、「STANCENATION Japan 2020 YAMAGUCHI」の公式DJを担当。
- 2022年
  - 5月、「STANCENATION Japan 2022 AICHI」の公式DJを担当。
  - 6月、全国のクリエイター・アーティストによるパシフィコ横浜で開催されたヨコハマハンドメイドマルシェ 2022に出展[28]。
  - 12月、「STANCENATION Japan TOKYO 2022」の公式DJを担当。
- 2024年
  - 12月、IN YA MELLOW TONE イベント大忘年会にDJとして出演[29]。

## ディスコグラフィー

### アルバム
- Girl's Session DJ SAORI MIX CD （2011年6月9日、Girl's Session 先着30名限定盤）
- LOVE 101　（DeVon Carlo名義、2013年7月10日、メディアファクトリー、ULRC-005）
  - 『Love -DJ SAORI Remix』、『Head 2 Toe -DJ SAORI Remix』収録。
- GIFTED　（ギフテッド名義、2013年9月11日、メディアファクトリー、ULRC-006）
  - 『Together -DJ SAORI Remix』収録。
- IN YA MELLOW TONE RELEASE PARTY DJ SAORI MIX CD （2014年5月30日、IN YA MELLOW TONE RELEASE PARTY 先着20名限定盤）
- the best of IN YA MELLOW TONE mix-by DJ SAORI（2014年9月10日、KADOKAWA/GOON TRAX、IN YA MELLOW TONE 10　GTXC-100ゲオ限定特典CD）
- Strawberry cake Vol.Ⅰ（2016年7月1日、プロモーション盤）

### 配信
- LOVE -DJ SAORI remix-　（2013年5月22日、iTunes/2013年5月29日、レコチョク）
- Head 2 toe -DJ SAORI remix-　（2013年6月26日、iTunes）
- Together-DJ SAORI Remix　（2013年8月28日、iTunes）
- ORIGINAL MIX VOL.9　[30]（2015年11月23日、TuneIn Radio）
- ORIGINAL MIX BY DJ SAORI　[31]（2016年7月4日、TuneIn Radio）
- GOON TRAX 10th Anniversary MIX mixed by DJ SAORI（2016年12月14日、GOON TRAX、IN YA MELLOW TONE GOON TRAX 10th Anniversary Best HMV限定特典、GTXA-001）

## テレビ

### テレビ番組
- 踊る!さんま御殿!! （2012年6月12日、日本テレビ）
- 有田哲平の夢なら醒めないで[32] （2017年10月24日、TBSテレビ）

### WEB配信
- STANCENATION JAPAN TOKYO （2015年11月30日、芸文社）[33]

## ラジオ
- 上野まな「愛せますRadio」 (2012年3月27日、4月3日、FM FUJI「SPACE TRIAL on FUJI 火曜日」)[34]
- Club Aiya (2014年8月16日、渋谷FM)[35]
- GOON TRAX presents TOKYO TRAX（English）[36]（2015年11月23日、TOKYO FM WORLD）
- GOON TRAX presents TOKYO TRAX（English）[37]（2016年7月4日、TOKYO FM WORLD）

## 雑誌・書籍

### 雑誌
- カスタムCAR 2016年2月号 「STANCENATION Japan G Edition 2015 TOKYO」（2016年1月1日、芸文社）
- ハチマルヒーロー 2016年3月号 「STANCENATION Japan G Edition 2015 TOKYO」（2016年2月1日、芸文社）
- カスタムCAR 2016年9月号 「STANCENATION Japan G Edition 2016 長崎」（2016年8月1日、芸文社）
- 永久保存版 STANCENATION 2016（2016年11月1日、芸文社）
- ハチマルヒーロー 2017年11月号 「STANCENATION Japan G Edition 2017 長崎」（2017年9月30日、芸文社）
- ハチマルヒーロー 2018年3月号 「STANCENATION Japan G Edition 2017 東京」（2018年2月1日、芸文社）

### WEB
- CDJournal
  - “DJ SAORI”のリミックスも！ DeVon Carloが配信で日本デビュー (2013年5月22日)
- 音楽ナタリー
  - DJ SAORIが米国シンガーRemix (2013年5月22日)
- ザ ライブミュージックマガジン
  - DJ SAORIがREMIXを手掛けたUS大ヒット曲「Love」の配信が開始！ (2013年5月22日)

## ライブ （主要ライブ）
- J-pop party (2009年5月31日、J-pop cafe)
- TAKE STAR （2009年6月5日、shibuya-nuts）
- SQUARE （2009年6月9日、目黒食堂）
- IKB CONNECTION （2009年6月13日、池袋bed）
- HIGHWAY （2009年6月18日、camelot）
- HI TIME （2009年7月1日、shibuya-nuts）
- Relax （2009年7月12日、Mubell shibuya-nuts）
- HIGHWAY （2009年7月16日、camelot）
- LOVE BEAT （2009年7月20日、camelot）
- CURIOUS （2009年7月25日、兵庫県福泊海水浴場）
- IKB CONNECTION （2009年8月8日、池袋bed）
- Relax （2009年8月9日、Mubell shibuya-nuts）
- HIGHWAY （2009年8月20日、camelot）
- V.I.P SATURDAY （2009年9月5日、27destiny）
- V.I.P SATURDAY （2009年9月12日、27destiny）
- Relax （2009年9月13日、Mubell shibuya-nuts）
- HIGHWAY （2009年9月17日、camelot）
- J-pop party （2009年9月23日、J-pop cafe）
- V.I.P SATURDAY （2009年10月3日、27destiny）
- IKB CONNECTION （2009年10月10日、池袋bed）
- Relax (2009年10月11日、Mubell shibuya-nuts)
- HIGHWAY （2009年10月15日、camelot）
- CROWS PRO. PRESENTS～EVERY MONDAY NIGHT～ HUSTLER （2009年10月26日、六本木CRUNK）
- HIGHWAY1st Anniversary （2009年10月29日、camelot）
- CROWS PRO. PRESENTS EVERY MONTH 1st SATURDAY『GARDEN』～OPENING PARTY～  （2009年11月7日、27destiny）
- Relax vol.5 (2009年11月8日、Mubell shibuya-nuts)
- HIGHWAY （2009年11月19日、camelot）
- LOVE BEAT （2009年11月23日、camelot）
- GARDEN （2009年12月5日、27destiny）
- IKB CONNECTION （2009年12月12日、池袋bed）
- HIGHWAY （2009年12月17日、camelot）
- LOVE BEAT （2009年12月24日、camelot）
- CROWS PRO. PRESENTS -EVERY MONDAY NIGHT- 『HUSTLER』～大忘年会SPECIAL～ （2009年12月28日、六本木CRUNK）

- Relax （2010年1月10日、axxcis）
- LOVE BEAT （2010年1月11日、camelot）
- TOKYO FESTA （2010年1月16日、青山La Boheme）
- 上野まなワンマンライブ『27th Eve』 （2010年1月17日、J-POP CAFE）
- HIGHWAY （2010年1月21日、camelot）
- CURIOUS （2010年1月23日、姫路B's box）
- HUSTLER （2010年2月1日、六本木CRUNK）
- GARDEN （2010年2月6日、27destiny）
- LOVE BEAT （2010年2月7日、camelot）
- IKB CONNECTION （2010年2月13日、池袋bed）
- HIGHWAY （2010年2月18日、camelot）
- 小悪魔BIKINI NIGHT （2010年3月15日、camelot）
- HIGHWAY （2010年3月18日、camelot）
- 東京FESTA -Premium- （2010年3月20日、青山La Boheme）
- TIGHT TO DEF -1周年 （2010年3月21日、27destiny）
- LOVE BEAT （2010年3月28日、camelot）
- BUGGIN OUT （2010年4月 6日、渋谷VUENOS）
- IKB CONNECTION （2010年4月10日、池袋bed）
- 小悪魔BIKINI NIGHT （2010年4月12日、camelot）
- HIGHWAY （2010年4月15日、camelot）
- HEVEN （2010年4月18日、渋谷VUENOS）
- LOVE BEAT （2010年4月25日、camelot）
- HIGHWAY special （2010年4月29日、camelot）
- HIGHWAY （2010年5月20日、camelot）
- TOKYO FESTA （2010年5月22日、南青山Brown.g）
- 小悪魔BIKINI NIGHT （2010年5月23日、camelot）
- LOVE BEAT （2010年5月30日、camelot）
- BLACK FLASH  （2010年6月12日、27destiny）
- 小悪魔BIKINI NIGHT （2010年6月14日、camelot）
- HIGHWAY （2010年6月17日、camelot）
- TOKYO FUNKY GIRLS SHOWCASEvol.14 （2010年6月18日、三軒茶屋グレープフルーツムーン）
- LOVE BEAT～camelot 2周年スペシャル～（2010年6月27日、camelot）
- 小悪魔BIKINI NIGHT （2010年7月12日、camelot）
- HIGHWAY （2010年7月15日、camelot）
- LOVE BEAT （2010年7月25日、camelot）
- FOXY STAR （2010年7月28日、横浜BAYSIDE）
- SUMMER DAZE 2010 （2010年8月 3日、腰越海岸 KURA）
- ON POINT （2010年8月 7日、VUENOS (NEO side)）
- 小悪魔BIKINI NIGHT （2010年8月 9日、camelot）
- IKB CONNECTION （2010年8月14日、池袋bed）
- PARTY SHOT （2010年8月19日、camelot）
- GIFUt （2010年8月20日、腰越海岸 LOST BEACH）
- FOXY STAR （2010年8月25日、BAY SIDE YOKOHAMA）
- LOVE BEAT （2010年8月29日、camelot）
- DISCO LIGHTS （2010年8月30日、BX CAFE）
- 小悪魔BIKINI NIGHT （2010年9月13日、camelot）
- Affection （2010年9月16日、Asia）
- laulea （2010年9月19日、axxcis）
- PLATINAMGYM （2010年9月22日、27destiny）
- Fringe （2010年9月23日、27destiny）
- LOVE BEAT （2010年9月26日、camelot）
- FOXY STAR （2010年9月29日、Bay side YOKOHAMA）
- FRESH （2010年9月30日、六本木flower）
- IKB CONNECTION FINAL （2010年10月9日、bed）
- 小悪魔BIKINI NIGHT （2010年10月11日、camelot）
- laulea （2010年10月17日、axxcis）
- LOVE BEAT （2010年10月24日、camelot）
- FOXY STAR （2010年10月27日、Bayside）
- Fringe （2010年10月28日、27destiny）
- Halloweenparty （2010年10月29日、浮夜）
- 小悪魔BIKINI NIGHT （2010年11月 8日、camelot）
- Affectoin （2010年11月18日、asia）
- FOXY STAR （2010年11月24日、横浜BAYSAIDE）
- Fringe （2010年11月25日、27destiny）
- LOVE BEAT （2010年11月28日、camelot）
- 小悪魔BIKINI NIGHT （2010年12月13日、camelot）
- SCRUM （2010年12月16日、asia）
- LOVE BEAT （2010年12月26日、camelot）
- LOVE J POP NIGHT （2010年12月29日、ELF）

- 小悪魔BIKINI NIGHT （2011年1月10日、camelot）
- FLAVA （2011年1月21日、27Ddestiny）
- CURIOUS （2011年1月22日、兵庫県姫路市B'S BOX）
- LOVE BEAT （2011年1月29日、camelot）
- Mo'hat party （2011年1月30日、HARLEM）
- 小悪魔BIKINI NIGHT （2011年2月14日、camelot）
- Affection～STEZO Birthday Bash!～SPECIAL DANCE NIGHT（2011年2月17日、asia）
- LOVE BEAT （2011年2月27日、camelot）
- GO GO FRIDAY （2011年3月 4日、elf）
- 小悪魔BIKINI NIGHT （2011年3月14日、camelot）
- LOVE BEAT （2011年3月27日、camelot）
- PINK WEDNESDAY （2011年3月30日、27destniy）
- 小悪魔BIKINI NIGHT （2011年4月11日、camelot）
- Affectoin （2011年4月21日、asia）
- LOVE BEAT 出会いの春 到来SP （2011年4月24日、camelot）
- AVENUE （2011年4月28日、27destiny）
- FLAVA （2011年5月6日、27destiny）
- Magical SUNDAY （2011年5月8日、六本木alife）
- YONGISHIM LIVE DJ （2011年5月9日、asia）
- 小悪魔BIKINI NIGHT （2011年5月9日、camelot）
- TOKYO REMIX （2011年5月15日、axxcis）
- SCRUM （2011年5月19日、asia）
- IROMONO （2011年5月24日、代官山AIR）
- LOVE BEAT （2011年5月29日、camelot）
- Magical SUNDAY （2011年6月5日、六本木alife）
- 小悪魔BIKINI NIGHT （2011年6月13日、camelot）
- DISCO LIGHTS SPECIAL Mo’phat party 7th Anniversary（2011年6月22日、HARLEM）
- LOVE BEAT （2011年6月26日、camelot）
- FLAVA （2011年7月1日、27destiny）
- 上野まな1stミニアルバム『Fairies』レコ発記念ライブ （2011年7月6日、Shibuya Milkyway）
- 小悪魔BIKINI NIGHT （2011年7月11日、camelot）
- Affectoin 10th Anniversary SP（2011年7月21日、asia）
- TOKYO FUNKY GIRLS SHOWCASEvol.20 （2011年7月23日、三軒茶屋グレープフルーツムーン）
- LOVE BEAT3周年 （2011年7月31日、camelot）
- 小悪魔BIKINI NIGHT （2011年8月1日、camelot）
- SHAINY （2011年8月16日、六本木Studio FLOWER）
- DROP!! （2011年8月25日、ELF）
- LOVE BEAT3周年 （2011年8月2日、camelot）
- FLAVA （2011年9月2日、27destiny）
- Luxurious （2011年9月3日、FIAT SPECE）
- Magical SUNDAY （2011年9月4日、六本木alife）
- 小悪魔BIKINI NIGHT （2011年9月12日、camelot）
- Affectoin （2011年9月15日、asia）
- SHAINY （2011年9月20日、六本木Studio FLOWER）
- Mo'phat party （2011年9月21日、HARLEM）
- LOVE BEAT （2011年9月25日、camelot）
- GOSSIPvol.1~all girl’s gossip night. （2011年10月1日、青山PLACE）
- Magical SUNDAY （2011年10月2日、六本木alife）
- 小悪魔BIKINI NIGHT （2011年10月10日、camelot）
- SHAINY （2011年10月18日、六本木Studio FLOWER）
- Affectoin Halloween party （2011年10月20日、asia）
- LOVE BEAT HALLOWEEN SPESICAL （2011年10月23日、camelot）
- A/XX ARMANI EXCHANGE 20th ANNIVERSARY『Luxurious in Sparkles』ver. （2011年11月5日、青山FIAT SPECE）
- Magical SUNDAY （2011年11月13日、六本木alife）
- 小悪魔BIKINI NIGHT （2011年11月14日、camelot）
- LOVE BEAT （2011年11月27日、camelot）
- GOSSIPvol.2~all girl’s gossip night. （2011年12月3日、青山PLACE）
- 小悪魔BIKINI NIGHT （2011年12月5日、camelot）
- Affectoin （2011年12月15日、asia）
- Magical SUNDAY （2011年12月25日、六本木alife）
- LOVE BEAT （2011年12月26日、camelot）
- Happy Count Doun Party （2011年12月31日、FIAT SPECE）

- Magical SUNDAY （2012年1月15日、alife）
- 小悪魔BIKINI NIGHT （2012年1月16日、camelot）
- Magical SUNDAY （2012年2月12日、alife）
- 小悪魔BIKINI NIGHT バレンタインイブナイト（2012年2月13日、camelot）
- 紅音ほたる主催 the PLASTIC ARTS （2012年2月24日、渋谷Lounge KARASU ）
- LOVE BEAT （2012年2月26日、camelot）
- Magical SUNDAY （2012年3月11日、alife）
- 小悪魔BIKINI NIGHT （2012年3月12日、camelot）
- Affection （2012年3月15日、asia）
- club axxcis SHIBUYA 4th Anniversary -DAY3axxcis4周年TOKYO REMIX （2012年3月18日、axxcis）
- 紅音ほたる主催 the PLASTiC ARTS-LIMITED-（2012年3月23日、渋谷ATLAS）
- LOVE BEAT （2012年3月25日、camelot）
- Magical SUNDAY （2012年4月8日、alife）
- 小悪魔BIKINI NIGHT 春が来ちゃいましたSP（2012年4月9日、camelot）
- Magical SUNDAY （2012年4月15日、alife）
- Mo’phat party 8th Anniversary （2012年4月19日、HARLEM）
- LOVE BEAT （2012年4月22日、camelot）
- Magical SUNDAY （2012年5月13日、alife）
- 小悪魔BIKINI NIGHT （2012年5月14日、camelot）
- SCRUM （2012年5月17日、asia）
- Energy Agent （2012年5月19日、表参道GERBERA）
- Legooo！ （2012年5月24日、HARLEM）
- LOVE BEAT （2012年5月27日、camelot）
- TOKYO REMIX （2012年6月10日、axxcis）
- 小悪魔BIKINI NIGHT （2012年6月11日、camelot）
- Enagy Agent （2012年6月16日、南青山GARBERA）
- LOVE BEAT 4周年だぜ!!夏目前、恋をしようぜ、まいけ～るSP （2012年5月27日、camelot）
- TOKYO STYLE （2012年6月29日、axxcis）
- Affection11th周年SP （2012年7月19日、asia）
- SUMMER TIME （2012年7月27日、六本木LE G.A）
- LOVE BEAT （2012年7月29日、camelot）
- NUDYLINEレコ発 （2012年8月3日、三軒茶屋グレープフルーツムーン）
- Gracias （2012年8月17日、六本木 LE G.A）
- PARTY JAM （2012年8月18日、PEARL TOKYO）
- LOVE BEAT 夏休み現金争奪SP （2012年8月26日、camelot）
- PARTY JAM （2012年11月9日、PEARL TOKYO）
- TOKYO REMIX （2012年11月11日、axxcis）
- 小悪魔BIKINI NIGHT （2012年11月12日、camelot）
- PARTY JAM （2012年11月17日、PEARL TOKYO）
- TOY SOUND （2012年11月18日、渋谷LOUNGE NEO）
- Red shampagne night （2012年11月24日、麻布十番DIX AZABU）
- PARTY JAM （2012年12月1日、PEARL TOKYO）
- GIRLS TALK （2012年12月6日、PEARL TOKYO）
- TOKYO REMIX （2012年12月9日、axxcis）
- 小悪魔BIKINI NIGHT X'mas SP （2012年12月10日、camelot）
- GIRLS TALK （2012年12月13日、PEARL TOKYO）
- GIRLS TALK X'mas SP （2012年12月20日、PEARL TOKYO）
- Red shampagne X'mas night （2012年12月22日、麻布十番DIX AZABU）
- LOVE NIGHT （2012年12月23日、elf）
- GIRLS TALK （2012年12月27日、PEARL TOKYO）

- TOKYO REMIX （2013年1月13日、axxcis）
- 小悪魔コスプレ NIGHT （2013年1月14日、camelot）
- GIRLS PARADISE （2013年2月7日、247六本木）
- FRIDAY SELECTION valentine special （2013年2月8日、EspritLounge Roppongi）
- TOKYO REMIX （2013年2月10日、axxcis）
- 小悪魔コスプレ NIGHT （2013年2月11日、camelot）
- Red shampagne night （2013年2月23日、麻布十番DIX AZABU）
- GIRLS PARADISE （2013年2月28日、247六本木）
- AgeHa live  （2013年3月1日、AgeHa）
- 小悪魔コスプレ NIGHT （2013年3月11日、camelot）
- Affection SPECIAL （2013年3月21日、asia）
- Red shampagne night （2013年3月23日、麻布十番DIX AZABU）
- Red shampagne night （2013年4月27日、麻布十番DIX AZABU）
- Tokyo Girls Night （2013年5月13日、camelot）
- agePa!! x BIKINI NIGHT （2013年6月7日、AgeHa）
- 『XL Cranberry Energy Present's』～Red Champagne Night～（2013年6月22日、麻布十番DIX AZABU）
  - DeVon Carlo 『Head 2Toe DJ SAORI Remix』iTunes rerease party!!!
- agePa!! x CREAM （2013年7月5日、AgeHa）
- Tokyo Girls Night 制服NIGHT（2013年7月8日、camelot）
- Affection 12周年SPECIAL （2013年7月29日、asia）
- Red shampagne night （2013年7月27日、麻布十番DIX AZABU）
- GIRLS PARADISE （2013年8月1日、247六本木）
- agePa!! AgeHa Girls Up Party（2013年8月2日、AgeHa）
- Tokyo Girls Night ビキニナイト8月（2013年8月12日、camelot）
- CURIOUS × GOLD BUNNY～DJ SAORI come back from Tokyo～（2013年8月24日、兵庫県姫路市B's box）
- Little Step（2013年8月30日、六本木HIVE）
- agePa!! AgeHa Girls Up Party（2013年9月6日、AgeHa）
- WELLA PROFESSIONALS presents ～INSPIRING NIGHT～（2013年9月9日、axxcis）
- TOKYO SCRAMBLE（2013年9月28日、DOUBLE TOKYO）
- DIX 1ST ANNIVERSARY（2013年9月28日、麻布十番DIX AZABU）
- BLUE WINDY NIGHT×agePa!!（2013年10月4日、AgeHa）
- ABSOLUTE×touch Me after party（2013年10月12日、DOUBLE TOKYO）
- Tokyo Girls Night 制服ナイト（2013年10月21日、camelot）
- SATURDAY FLASH PARTY feat. Red Champagne Night （2013年10月26日、麻布十番DIX AZABU）
  - DJ SAORI Birthday Bash!!!& HALLOWEEN PARTY!
- LOVE BEAT（2013年10月27日、axxcis）
- HELLOWEEN KILLER （2013年10月30日、SOUND MUSEUM VISION）
- agePa!!×LIL JON ageHa Girls Up Party（2013年11月1日、AgeHa）
- agePa!!忘年会 AgeHa Girls Up Party（2013年12月6日、AgeHa）
- Tokyo Girls Night サンタがやって来た コスプレNIGHT（2013年12月9日、camelot）
- agePa!!AgeHa COUNTDOWN 2014 11th Anniversary Special（2013年12月31日、AgeHa）

- Tokyo Girls Night 制服ナイト♥新成人大歓迎スペシャル♥ （2014年1月13日、camelot）
- SATURDAY FLASH PARTY 「HAPPY NEW YEAR 2014」（2014年1月25日、麻布十番DIX AZABU）
- LOVE BEAT×楽しんご （2014年1月26日、camelot）
- agePa!!2014×globe GDMRELEASE PARTY AgeHa Girls Up Party×マーク・パンサー （2014年2月7日、AgeHa）
- T2 ShibuyaグランドOPENオープン （2014年2月28日、T2 Shibuya）
- SHIBUYA GIRLS☆PARTY （2014年3月5日、T2 Shibuya）
- agePa!!2014×ILMARI AgeHa Girls Up Party（2014年3月7日、AgeHa）
- Tokyo Girls Night 制服ナイト（2014年3月10日、camelot）
- SHIBUYA GIRLS☆PARTY （2014年3月12日、T2 Shibuya）
- SHIBUYA GIRLS☆PARTY （2014年3月19日、T2 Shibuya）
- SHIBUYA GIRLS☆PARTY （2014年3月26日、T2 Shibuya）
- IN YA MELLOW TONE9.5（ヴィレッジヴァンガード）限定盤 & ALMA DE STELLA 1st ALBUM DOUBLE RELEASE PARTY（2014年3月28日、恵比寿Batica）
- LOVE BEAT（2014年3月30日、camelot）
- agePa!!2014×YU-KI&DJ KOOfrom TRF ageHa Girls Up Party（2014年4月4日、AgeHa）
- SHIBUYA GIRLS☆PARTY （2014年4月9日、T2 Shibuya）
- ROUGE （2014年4月12日、長野県松本市 STAR）
- CABARET GRAND2014（2014年4月13日、表参道ATLAS ）
- SHIBUYA GIRLS☆PARTY （2014年4月16日、T2 Shibuya）
- SHIBUYA GIRLS☆PARTY （2014年4月23日、T2 Shibuya）
- LOVE BEAT×ハナライフ（2014年4月27日、camelot）
- SHIBUYA GIRLS☆PARTY （2014年4月30日、T2 Shibuya）
- agePa!!1st Anniversary×THE BIG PARTY（2014年5月2日、AgeHa）
- SHIBUYA GIRLS☆PARTY （2014年5月7日、T2 Shibuya）
- EPiC （2014年5月9日、西麻布FREQ）
- SHIBUYA GIRLS☆PARTY （2014年5月14日、T2 Shibuya）
- EPiC （2014年5月16日、西麻布FREQ）
- SHIBUYA GIRLS☆PARTY （2014年5月21日、T2 Shibuya）
- LOVE BEAT あいのり×テラスハウス SP![38]（2014年5月25日、camelot）
- SHIBUYA GIRLS☆PARTY （2014年5月28日、T2 Shibuya）
- IN YA MELLOW TONE（2014年5月30日、恵比寿Batica）
  - 先着20名限定来場者特典・DJ SAORI mix CD
- カラテカ入江慎也プロデュース 『AH！YEAH！OH！YEAH！2014』（2014年5月31日、AgeHa）
- SHIBUYA GIRLS☆PARTY （2014年6月4日、T2 Shibuya）
- agePa!!MONSTER NIGHT（2014年6月6日、AgeHa）
- SHIBUYA GIRLS☆PARTY （2014年6月11日、T2 Shibuya）
- SHIBUYA GIRLS☆PARTY （2014年6月18日、T2 Shibuya）
- SHIBUYA GIRLS☆PARTY （2014年6月25日、T2 Shibuya）
- LOVE BEAT 現金が舞う6周年スペシャル!（2014年6月29日、camelot）
- SHIBUYA GIRLS☆PARTY （2014年7月2日、T2 Shibuya）
- agePa!!×DJ SHINTARO（2014年7月4日、AgeHa）
- SHIBUYA GIRLS☆PARTY （2014年7月9日、T2 Shibuya）
- SHIBUYA GIRLS☆PARTY （2014年7月16日、T2 Shibuya）
- SHIBUYA GIRLS☆PARTY （2014年7月23日、T2 Shibuya）
- IN YA MELLOW TONE（2014年7月25日、恵比寿Batica）
- LOVE BEAT 恋愛の季節!夏休み突入SP!（2014年7月27日、camelot）
- SHIBUYA GIRLS☆PARTY （2014年7月30日、T2 Shibuya）
- agePa!!×DJ KAORI 2DAYS!!（2014年8月1日、AgeHa）
- SHIBUYA GIRLS☆PARTY （2014年8月13日、T2 Shibuya）
- agePa!!×DJ KAORI 2DAYS!!（2014年8月15日、AgeHa）
- SHIBUYA GIRLS☆PARTY （2014年8月20日、T2 Shibuya）
- 日本最大のクルージングフェスティバル『夏クル2014』（2014年8月21日、横浜港）
- HONY DIP EROTIC FESTIVAL（2014年8月23日、名古屋 CLUB ABOUT）
- 小悪魔BIKINI NIGHT『小悪魔BIKINI NIGHTが帰ってきた!』 （2014年8月25日、camelot）
- SHIBUYA GIRLS☆PARTY×Carita La Nina （2014年8月27日、T2 Shibuya）
- LOVE BEAT 夏の終わりに LOVE BEAT SP!（2014年8月31日、camelot）
- SHIBUYA GIRLS☆PARTY （2014年9月3日、T2 Shibuya）
- agePa!!×CTS（2014年9月5日、AgeHa）
- SHIBUYA GIRLS☆PARTY （2014年9月10日、T2 Shibuya）
- SHIBUYA GIRLS☆PARTY （2014年9月17日、T2 Shibuya）
- SHIBUYA GIRLS☆PARTY （2014年9月24日、T2 Shibuya）
- IN YA MELLOW TONE（2014年9月26日、恵比寿Batica）
  - IN YA MELLOW TONE 10 release party
- LOVE BEAT×三宅智子 食欲の秋 この世で一番食べる奴 SP!（2014年9月28日、camelot）
- SHIBUYA GIRLS☆PARTY （2014年10月1日、T2 Shibuya）
- agePa!!×May J.（2014年10月3日、AgeHa）
- SHIBUYA GIRLS☆PARTY （2014年10月8日、T2 Shibuya）
- MARIA～FLASH GIRL VOl.3～（2014年10月12日、青山EDITION）
- SHIBUYA GIRLS☆PARTY （2014年10月15日、T2 Shibuya）
- SHIBUYA GIRLS☆PARTY （2014年10月22日、T2 Shibuya）
- Ladie’s Bash!! ～HALLOWEEN SPECIAL～ （2014年10月25日、銀座DIANA）
- SHIBUYA GIRLS☆PARTY HALLOWEEN SPECIAL（2014年10月29日、T2 Shibuya）
- agePa!!×AgeHa POLE DANCE UNIT No.［A］SPECIAL SHOWCASE[39]（2014年11月7日、AgeHa）
- SCREAM!!![40] （2014年11月14日、AgeHa）
- SHIBUYA GIRLS☆PARTY （2014年11月19日、T2 Shibuya）
- SHIBUYA GIRLS☆PARTY （2014年11月26日、T2 Shibuya）
- IN YA MELLOW TONE[41]（2014年11月28日、恵比寿Batica）
- ETERNAL TIES（2014年11月29日、青山EDITION）
- SHIBUYA GIRLS☆PARTY （2014年12月3日、T2 Shibuya）
- agePa!!×DJ Ami Suzuki (鈴木亜美)[42]（2014年12月5日、AgeHa）
- SHIBUYA GIRLS☆PARTY （2014年12月10日、T2 Shibuya）
- SHIBUYA GIRLS☆PARTY （2014年12月17日、T2 Shibuya）
- SHIBUYA GIRLS☆PARTY （2014年12月24日、T2 Shibuya）
- AgeHa COWNT DOWN 2015（2014年12月31日、AgeHa）

- SHIBUYA GIRLS☆PARTY （2015年1月14日、T2 Shibuya）
- SHIBUYA GIRLS☆PARTY （2015年1月21日、T2 Shibuya）
- SHIBUYA GIRLS☆PARTY （2015年1月28日、T2 Shibuya）
- ALL NIGHT EVENT IN YA MELLOW TONE RAq「Lost Tapes vol.2」TILL「TSUYA OTO SAGASHI」V.A.「IN YA MELLOW TONE 10.5」tripple release party！[43] （2015年1月30日、恵比寿Batica）
- SHIBUYA GIRLS☆PARTY （2015年2月4日、T2 Shibuya）
- SHIBUYA GIRLS☆PARTY （2015年2月11日、T2 Shibuya）
- SHIBUYA GIRLS☆PARTY （2015年2月18日、T2 Shibuya）
- SHIBUYA GIRLS☆PARTY （2015年2月25日、T2 Shibuya）
- SHIBUYA GIRLS☆PARTY （2015年3月4日、T2 Shibuya）
- agePa!!×DJ Marc Panther（2015年3月6日、AgeHa）
- SHIBUYA GIRLS☆PARTY（2015年3月11日、T2 Shibuya）
  - T2 SHIBUYA1st Anniversary Party!!
- agePa!! 2nd Anniversary×THE BIG PARTY 1st Anniversary Official Media by modelpres（2015年5月1日、AgeHa）
- IN YA MELLOW TONE[44]（2015年5月29日、恵比寿Batica）
  - Kenichiro Nishihara「Jazzy Folklore」release party！
- IN YA MELLOW TONE[45]（2015年7月31日、恵比寿Batica）
  - 「IN YA MELLOW TONE 11」Pablo「sweetie.ep (Village Vanguard Limited)」dobule release party！
- gd×AgeHa GroupDandy FESTIVAL 2015（2015年8月7日、AgeHa）
- IN YA MELLOW TONE[46]（2015年9月25日、恵比寿Batica）
- Black Light Halloween Night（2015年10月15日、Caelus-Cafe and Beat Lounge）
- IN YA MELLOW TONE TOUR with Sam Ock & J.Hanツアー（2015年10月30日、大阪CLUB CIRCUS）
- STANCENATION Japan G Edition 2015（2015年11月15日、東京・お台場）
  - 「スタンスマガジン」「カスタムCAR 」「VIPCAR」「eS4」「Nostalgic SPEED」「ハチマルヒーロー」6誌コラボレーションカーショー
- IN YA MELLOW TONE Still Caravan 1st album「Departures」& TSUTAYA Limited「IN YA MELLOW TONE official bootleg vol.4 mixed by SASAKI JUSWANNACHILL」release party![47]（2015年11月27日、恵比寿Batica）
- AXCEL『MERRY X'MAS』（2015年12月24日、CLUB Ivy）

- Bliss FRIDAYS （2016年1月22日、BX CAFE）
- IN YA MELLOW TONE （2016年1月29日、恵比寿Batica）
- LOVE BEAT　最終回『君は最後の見届け人になる!!!』（2016年1月31日、camelot）
- ＃3Nation×ネコミミナイト neon party（2016年2月20日、7 SENSE ROPPONGI）
- Bliss FRIDAYS （2016年2月26日、BX CAFE）
- Bliss FRIDAYS （2016年4月22日、BX CAFE）
- MARVEL G.W Special （2016年5月2日、六本木 Cat's Tokyo）
- Bliss FRIDAYS （2016年5月27日、BX CAFE）
- SOUND ESCAPE [48]（2016年6月15日、ESPRIT TOKYO）
- Bliss FRIDAYS （2016年6月24日、BX CAFE）
- Pray for Kumamoto Oita STANCENATION Japan G Edition Huis Ten Bosch 2016 （2016年7月10日、長崎・ハウステンボス）
  - 「スタンスマガジン」「カスタムCAR 」「VIPCAR」「eS4」「Nostalgic SPEED」「ハチマルヒーロー」6誌コラボレーションカーショー
- Bliss FRIDAYS （2016年8月26日、BX CAFE）
- HIP HOP CIRCUS （2016年8月28日、camelot）
- SOUND ESCAPE （2016年9月14日、ESPRIT TOKYO）
- Bliss FRIDAYS （2016年9月23日、BX CAFE）
- HIP HOP CIRCUS （2016年9月25日、camelot）
- STANCENATION Japan G Edition 2016（2016年10月16日、東京・お台場）
  - 「スタンスマガジン」「カスタムCAR 」「VIPCAR」「eS4」「Nostalgic SPEED」「ハチマルヒーロー」6誌コラボレーションカーショー
- HIP HOP CIRCUS （2016年10月23日、camelot）
- Bliss FRIDAYS （2016年10月28日、BX CAFE）
  - DJ SAORI Birthday Bash
- Bliss FRIDAYS （2016年11月25日、BX CAFE）
- HIP HOP CIRCUS （2016年11月27日、camelot）
- Bliss FRIDAYS （2016年12月23日、BX CAFE）
- WEEKEND IVY Chanpagne X'mas night （2016年12月24日、IVY）
- HIP HOP CIRCUS & CAMELOT LIVE Christmas Special（2016年12月25日、camelot）
- Wednesday AFTER PARTY  （2016年12月28日、六本木 NEW PLANET）

- Bliss FRIDAYS （2017年1月27日、BX CAFE）
- HIP HOP CIRCUS （2017年1月29日、camelot）
- agePa!! FINAL Special!!feat.HAVANA BROWN（2017年2月4日、AgeHa）
- LUMINOUS EVERY THURSDAY[49] （2017年2月23日、ESPRIT TOKYO）
- Bliss FRIDAYS[50] （2017年2月24日、BX CAFE）
- HIP HOP CIRCUS[51] （2017年2月26日、camelot）
- Bliss FRIDAYS（2017年3月24日、BX CAFE）
- HIP HOP CIRCUS （2017年3月26日、camelot）
- Magic Diamondat （2017年4月22日、Lounge NEO）
- HIP HOP CIRCUS （2017年4月23日、camelot）
- Bliss FRIDAYS（2017年4月28日、BX CAFE）
- Rouge（2017年5月3日、渋谷Glad）
- Bliss FRIDAYS（2017年5月26日、BX CAFE）
- HIP HOP CIRCUS （2017年5月28日、camelot）
- かけたことナイト （2017年6月17日、cafe & dining nurikabe）
- Bliss FRIDAYS（2017年6月23日、BX CAFE）
- 3on3 3×3 PREMIER 2017[17] （2017年7月22日、23日、神戸ハーバーランド）
  - 3x3 PREMIER.EXE 2017 公式戦 神戸大会
- MARDIGRAS QUEEN'S EDITION（2017年6月23日、加古川 BAR ANTONIO）
- Bliss FRIDAYS（2017年7月28日、BX CAFE）
- STANCENATION Japan G Edition NAGASAKI 「いざ、HTBへ」 （2017年7月30日、長崎・ハウステンボス）
  - 「スタンスマガジン」「カスタムCAR 」「VIPCAR」「eS4」「Nostalgic SPEED」「ハチマルヒーロー」6誌コラボレーションカーショー
- 3on3 3×3 PREMIER.EXE2017[18] （2017年8月4日、5日、テラスモール湘南）
  - 3x3 PREMIER.EXE 2017 公式戦 湘南大会
- 3on3 3×3 PREMIER.EXE2017[19] （2017年8月19日、20日、イオンモール岡山）
  - 3x3 PREMIER.EXE 2017 公式戦 岡山大会
- Bliss FRIDAYS（2017年8月25日、BX CAFE）
- HIP HOP CIRCUS & CAMELOT LIVE （2017年8月27日、camelot）
- Bliss FRIDAYS（2017年9月22日、BX CAFE）
- HIP HOP CIRCUS & CAMELOT LIVE （2017年9月24日、camelot）
- Bliss FRIDAYS（2017年9月29日、BX CAFE）
- ROPPONGI NIGHT ロクナイ（2017年10月19日、DiA tokyo）
- HIP HOP CIRCUS & CAMELOT LIVE HAPPY SUNDAY（2017年10月22日、camelot）
- ROPPONGI NIGHT ロクナイ Holiday Eve Special（2017年11月2日、DiA tokyo）
- ROPPONGI NIGHT ロクナイ BIRTHDAY SPECIAL（2017年11月16日、DiA tokyo）
- HIP HOP CIRCUS & CAMELOT LIVE HAPPY SUNDAY（2017年11月26日、camelot）
- ROPPONGI NIGHT ロクナイ EVERY THURSDAY（2017年12月7日、DiA tokyo）
- IN YA MELLOW TONE 大忘年会（2017年12月11日、SHIBUYA UNDER DEER LOUNGE）
- STANCENATION Japan G Edition TOKYO 2017 （2017年12月17日、東京・お台場）
  - 「スタンスマガジン」「カスタムCAR 」「VIPCAR」「eS4」「Nostalgic SPEED」「ハチマルヒーロー」6誌コラボレーションカーショー
- ROPPONGI NIGHT ロクナイ BIRTHDAY SPECIAL（2017年12月21日、DiA tokyo）

- CHIC（2018年1月7日、WOMB）
- ROPPONGI NIGHT ロクナイ （2018年1月18日、DiA tokyo）
- HIP HOP CIRCUS & CAMELOT LIVE （2018年1月28日、camelot）
- ROPPONGI NIGHT ロクナイ （2018年2月1日、DiA tokyo）
- WTF EVERY THURSDAY （2018年2月15日、DiA tokyo）
- HIP HOP CARNIVAL（2018年2月17日、WOMB）
- HIP HOP CIRCUS & CAMELOT LIVE （2018年2月25日、camelot）
- WTF EVERY THURSDAY （2018年3月13日、DiA tokyo）
- CHIC（2018年3月10日、WOMB）
- WTF EVERY THURSDAY （2018年3月15日、DiA tokyo）
- HIP HOP CIRCUS & CAMELOT LIVE （2018年3月25日、camelot）
- addict（2018年3月30日、LOUNGE NEO）
- WOMB 18TH Anniversary（2018年4月14日、WOMB）
  - WOMB 18周年アニバーサリー・パーティー
- EVERY THURSDAY NIGHT（2018年4月19日、ROPPONGI LINE CLUB）
- HIP HOP CIRCUS & CAMELOT LIVE （2018年4月22日、camelot）
- EVERY THURSDAY NIGHT PLAYERS THURSDAY GOLDEN WEEK SPECIAL（2018年5月3日、ROPPONGI LINE CLUB）
- EVERY THURSDAY NIGHT（2018年5月10日、ROPPONGI LINE CLUB）
- STANCENATION Japan G Edition NAGASAKI 2018 （2018年5月13日、長崎・ハウステンボス）
  - 「スタンスマガジン」「カスタムCAR 」「VIPCAR」「eS4」「Nostalgic SPEED」「ハチマルヒーロー」6誌コラボレーションカーショー
- EVERY THURSDAY NIGHT PLAYERS THURSDAY -Hip Hop Party-（2018年5月17日、ROPPONGI LINE CLUB）
- HIP HOP CIRCUS & CAMELOT LIVE （2018年5月27日、camelot）
- NESTAL K-POP NIGHT （2018年6月1日、WOMB）
- 3on3 3x3 PREMIER.EXE 2018 （2018年6月9日、神戸ハーバーランド）
  - 3x3 PREMIER.EXE 2018 開幕戦 ROUND.1 中部・西日本大会
- EVERY THURSDAY NIGHT PLAYERS THURSDAY -Hip Hop Party-（2018年6月14日、ROPPONGI LINE CLUB）
- EVERY THURSDAY NIGHT PLAYERS THURSDAY （2018年7月5日、ROPPONGI LINE CLUB）
- addict（2018年7月20日、LOUNGE NEO）
- HIP HOP CIRCUS & CAMELOT LIVE （2018年7月22日、camelot）
- 3on3 3x3 PREMIER.EXE WOMEN’S ROUND1（2018年7月29日、宇都宮・オリオンスクエア）
  - 世界初FIBA承認・JBA公認 3on3 3x3.EXE PREMIER WOMEN’S ROUND.1
- PLAYERS THURSDAY -BIKINI NIGHT-（2018年8月2日、ROPPONGI LINE CLUB）
- 3on3 3x3 PREMIER.EXE ROUND6（2018年7月29日、焼津漁港新港特設会場）
  - 3x3 PREMIER.EXE 2018 ROUND.6 中部・北日本大会
- マッスル船長 PRESENTS 夏祭り2018（2018年8月17日、江の島西浜イベントステージ）
- 3on3 3x3 PREMIER.EXE ROUND7（2018年7月29日、ららぽーと立川立飛）
  - 3x3 PREMIER.EXE 2018 ROUND7 ・ WOMEN’S ROUND3
- HIP HOP CIRCUS & CAMELOT LIVE （2018年8月26日、camelot）
- PLAYERS THURSDAY（2018年9月6日、ROPPONGI LINE CLUB）
- 3on3 3x3 PREMIER.EXE PLAY OFF FINAL（2018年9月15日、16日、大森ベルポート）
  - 3x3 PREMIER.EXE 2018 PLAY OFF FINAL ～MORE THAN A VICTORY～
- HIP HOP CIRCUS & CAMELOT LIVE （2018年9月23日、camelot）
- PLAYERS THURSDAY（2018年10月4日、ROPPONGI LINE CLUB）
- PLAYERS THURSDAY（2018年11月8日、ROPPONGI LINE CLUB）
- STANCENATION Japan G Edition TOKYO 2018 （2018年12月9日、東京・お台場）
  - 「スタンスマガジン」「カスタムCAR 」「VIPCAR」「eS4」「Nostalgic SPEED」「ハチマルヒーロー」6誌コラボレーションカーショー
- HIP HOP CIRCUS & CAMELOT LIVE HAPPY HOUR[52]（2018年12月25日、camelot）

- PLAYERS THURSDAY（2019年1月10日、ROPPONGI LINE CLUB）
- GOOD LUCK[53]（2019年1月25日、Glad）
- HAPPY Valentine「DJ LITTLE BAY BIRTHDAY PARTY」[54]2019年2月7日閲覧。（2019年1月27日、camelot）
- 恋愛成就イベントゲームで繋がろう胸キュンナイト～HAPPY VALENTINE～（2019年2月1日、銀座 Benoa）
  - DJ Little Bay Birthday Party
- Bliss FRIDAYS 4th SEASON（2019年2月8日、BX CAFE）
  - DJ SAORI× NUDYLINE コラボライブ
- WOMB × RAVIJOUR #WOMB VALENTINE （2019年2月9日、WOMB）
- HIP HOP CIRCUS & CAMELOT LIVE （2019年2月24日、camelot）
- WOW FRIDAY （2019年3月22日、WOW）
- HOTTEST （2019年3月29日、VUENOS）
- addict（2019年3月29日、LOUNGE NEO）
- Bliss FRIDAYS × IN YA MELLOW TONE（2019年5月10日、BX CAFE）
- BON-VOYAGE feat. ADIKT Throwback! 90's〜2000's Throwback" Party!（2019年5月18日、CLUB ASIA）
- HIP HOP CIRCUS & CAMELOT LIVE （2019年5月26日、camelot）
- Bliss FRIDAYS × IN YA MELLOW TONE（2019年6月14日、BX CAFE）
- BON-VOYAGE feat. ADIKT Throwback! 90's〜2000's Throwback" Party!（2019年6月15日、CLUB ASIA）
- HIP HOP CIRCUS & CAMELOT LIVE （2019年6月23日、camelot）
- STANCENATION Japan G Edition NAGASAKI 2019 （2019年6月30日、長崎・ハウステンボス）
  - 「スタンスマガジン」「カスタムCAR 」「VIPCAR」「eS4」「Nostalgic SPEED」「ハチマルヒーロー」6誌コラボレーションカーショー
- Bliss FRIDAYS × IN YA MELLOW TONE SUMMER SPECIAL（2019年7月12日、BX CAFE）
- BON-VOYAGE feat. ADIKT Throwback! （2019年7月20日、CLUB ASIA）
- 3on3 3x3 PREMIER.EXE （2019年7月27日、大森ベルポート）
  - 3x3 PREMIER.EXE 2019 JAPAN ROUND. 6 & JAPAN WOMEN'S ROUND. 3
- SUNDAY WEEKEND CAMELOT （2019年7月28日、camelot）
- IN YA MELLOW TONE SUMMER BEACH PARTY（2019年8月3日、横浜赤レンガ倉庫）
- BON-BOYAGE× SUMMER BOMB （2019年8月17日、CLUB ASIA）
- 3on3 3x3 PREMIER.EXE （2019年8月25日、焼津漁港新港特設会場）
  - 3x3 PREMIER.EXE 2019 JAPAN ROUND. 8 & JAPAN WOMEN'S ROUND. 4
- SUNDAY WEEKEND CAMELOT （2019年8月25日、camelot）
- addict（2019年8月30日、LOUNGE NEO）
- Bliss FRIDAYS × Dulcet Tones From Goon Trax IN YA MELLOW TONE SUMMER SPECIAL（2019年9月13日、BX CAFE）
- SUNDAY WEEKEND CAMELOT （2019年9月22日、camelot）
- BON-VOYAGE feat. ADIKT Throwback! （2019年10月19日、CLUB ASIA）
- Adikt "HALLOWEEN"（2019年10月26日、LOUNGE NEO）
- SUNDAY CAMELOT HALLOWEEN（2019年10月27日、camelot）
- STANCENATION Japan in FUKUSHIMA （2019年11月17日、郡山カルチャーパーク）
  - 「スタンスマガジン」「カスタムCAR 」「VIPCAR」「eS4」「Nostalgic SPEED」「ハチマルヒーロー」6誌コラボレーションカーショー
- SUNDAY WEEKEND CAMELOT （2019年11月24日、camelot）
- IN YA MELLOW TONE×BX CAFE 大忘年会Special（2019年12月13日、BX CAFE）
- BON-VOYAGE "ADIKT"～Throw back～2000's-2009's（2019年12月21日、CLUB ASIA）
- SUNDAY WEEKEND CAMELOT （2019年12月22日、camelot）

- IN YA MELLOW TONE NEW YEAR PARTY 新年会（2020年1月17日、SHIBUYA SANKAKU）
- BON-VOYAGE 16TH ANNIVERSARY （2020年1月18日、CLUB ASIA）
- SUNDAY WEEKEND CAMELOT （2020年1月26日、camelot）
- STANCENATION Japan G Edition 2020 YAMAGUCHI （2020年11月8日、山口きらら博記念公園）
  - 「スタンスマガジン」「カスタムCAR 」「VIPCAR」「eS4」「Nostalgic SPEED」「ハチマルヒーロー」6誌コラボレーションカーショー
- STANCENATION Japan G Edition 2020 GUNMA （2020年11月29日、Gメッセ群馬）
  - 「スタンスマガジン」「カスタムCAR 」「VIPCAR」「eS4」「Nostalgic SPEED」「ハチマルヒーロー」6誌コラボレーションカーショー

- STANCENATION Japan G Edition 2021 AICHI （2021年10月17日、Aichi Sky Expo）
  - 「スタンスマガジン」「カスタムCAR 」「VIPCAR」「eS4」「Nostalgic SPEED」「ハチマルヒーロー」6誌コラボレーションカーショー
- STANCENATION Japan G Edition 2020 YAMAGUCHI （2021年11月21日、山口きらら博記念公園）
  - 「スタンスマガジン」「カスタムCAR 」「VIPCAR」「eS4」「Nostalgic SPEED」「ハチマルヒーロー」6誌コラボレーションカーショー

- STANCENATION Japan G Edition 2022 AICHI （2022年5月15日、Aichi Sky Expo）
  - 「スタンスマガジン」「カスタムCAR 」「VIPCAR」「eS4」「Nostalgic SPEED」「ハチマルヒーロー」6誌コラボレーションカーショー
- STANCENATION Japan G Edition TOKYO 2022 （2022年12月9日、東京・お台場）
  - 「スタンスマガジン」「カスタムCAR 」「VIPCAR」「eS4」「Nostalgic SPEED」「ハチマルヒーロー」6誌コラボレーションカーショー

## 2024年
- IN YA MELLOW TONE Lounge（2024年9月13日、祐天寺 music bar & studio Apt.）
- IN YA MELLOW TONE Lounge（2024年10月18日、祐天寺 music bar & studio Apt.）
- IN YA MELLOW TONE Lounge 大忘年会（2024年12月13日、祐天寺 music bar & studio Apt.）